# Bursera gracilipes
Bursera gracilipes är en tvåhjärtbladig växtart som beskrevs av Urb. & Ekman. Bursera gracilipes ingår i släktet Bursera och familjen Burseraceae. Inga underarter finns listade i Catalogue of Life.